# Klopidogrel
Klopidogrel (clopidogrel, B01AC) – organiczny związek chemiczny, pochodna tienopirydyny, inhibitor agregacji płytek krwi indukowanej przez ADP. Stosowanie nasycającej dawki klopidogrelu w skojarzeniu z kwasem acetylosalicylowym (ASA) uznano za złoty standard w prewencji incydentów sercowo-naczyniowych po PCI u chorych z niestabilną dławicą piersiową i zawałem bez uniesienia odcinka ST.

## Działanie
Klopidogrel nieodwracalnie modyfikuje strukturę płytkowego receptora ADP o nazwie P2Y12, bezpośrednio i swoiście hamując wiązanie ADP do receptora i hamując wywoływaną przez ADP aktywację kompleksu glikoprotein GPIIb/IIIa. Jest pochodną tienopirydynową 2. generacji i do hamowania receptora wymaga konwersji do aktywnego metabolitu za pośrednictwem cytochromu P450.

## Wskazania
- Zapobieganie zakrzepom w objawowej miażdżycy u pacjentów po zawale serca (od kilku dni po zawale do mniej niż 35 dni), z udarem niedokrwiennym (trwającym od 7 dni do 6 miesięcy) oraz u pacjentów z rozpoznaną chorobą tętnic obwodowych.
- Zapobieganie zakrzepom u chorych z ostrym zespołem wieńcowym z uniesieniem odcinka ST (STEMI) i bez uniesienia (NSTEMI), dodatkowo do ASA przez 9–12 miesięcy.
- chorzy ze stabilną choroba niedokrwienną serca i uczuleniem na ASA.

Połączenie klopidogrelu i ASA nie jest zalecane rutynowo w stabilnej przewlekłej chorobie miażdżycowej.

## Przeciwwskazania
- Nadwrażliwość na substancję czynną lub na którąkolwiek substancję pomocniczą.
- Ciężkie zaburzenie czynności wątroby.
- Czynne patologiczne krwawienie, takie jak wrzód trawienny lub krwotok wewnątrzczaszkowy[4].

## Interakcje
Niewskazane jest równoległe stosowanie klopidogrelu i warfaryny, gdyż warfaryna może nasilać krwawienie. Inhibitory receptora glikoproteinowego IIb/IIIa również mogą zwiększać ryzyko krwawienia i nie powinny być stosowane razem z klopidogrelem. Klopidogrel nasila wpływ kwasu acetylosalicylowego na indukowaną kolagenem agregację płytek, natomiast kwas acetylosalicylowy nie wpływa na mechanizm antyagregacyjny klopidogrelu. Klopidogrel nie zmienia wpływu heparyny na krzepnięcie krwi. Skojarzone stosowanie klopidogrelu i rt-PA nie zostało dotąd dostatecznie ocenione pod względem bezpieczeństwa dla pacjenta.

## Działania niepożądane
Najpoważniejszymi działaniami niepożądanymi wiążącymi się ze stosowaniem klopidogrelu są:
- ciężka neutropenia (5:100 000),
- zakrzepowa plamica małopłytkowa (4:1 000 000),
- krwawienie z przewodu pokarmowego (2%), z nosa, rzadziej hematuria, krwawienie w miejscu podania leku, wyjątkowo krwotok śródczaszkowy (0,1–0,4%).

W przypadku przedawkowania dochodzi do przedłużenia czasu krwawienia. Nie ma swoistego antidotum; o ile konieczna jest szybka korekta przedłużonego czasu krwawienia, przetoczenie masy płytkowej może odwrócić efekt działania klopidogrelu.

## Oporność na klopidogrel
Oporność na klopidogrel jest słabo poznanym zjawiskiem, o nieznanym mechanizmie i niejasnym znaczeniu klinicznym. Częstość szacuje się na 4 do 30% w zależności od wskazania klinicznego, dawki, czasu od podania leku i użytych w ocenie czynności płytek metod diagnostycznych.

## Ciąża i laktacja
Kategoria B.

## Dawkowanie
Dorośli
P.o. 75 mg raz na dobę niezależnie od posiłków
U chorych z NSTEMI;
Leczenie należy rozpocząć od pojedynczej dawki nasycającej 300 mg, następnie kontynuować podawanie dawki 75 mg/d w skojarzeniu z kwasem acetylosalicylowym w dawce 75–325 mg/d. Optymalny czas leczenia nie został ustalony.
U chorych ze STEMI
Leczenie rozpoczyna się od pojedynczej dawki nasycającej, następnie podaje się dawkę 75 mg raz na dobę w skojarzeniu z ASA i lekami trombolitycznymi lub bez leków trombolitycznych. U chorych po 75. roku życia leczenie rozpoczyna się bez dawki nasycającej.
Lek należy odstawić na co najmniej 5 dni (najlepiej 7) przed zabiegiem chirurgicznym. Przed planowanym CABG zaleca się odstawienie leku, chyba że korzyści z pilnej rewaskularyzacji przewyższają ryzyko związane z nadmiernym krwawieniem.

## Preparaty
- Agregex, Areplex, Clogrel, Clopidix, Clopidogrel Apotex, Clopidogrel Genoptim, Grepid, Plavix, Tessyron, Trombex, Zyllt, Pegorel